# Lygia Pape
Lygia Pape, née en 1927 à Nova Friburgo et morte le 3 mai 2004 à Rio de Janeiro, est une artiste brésilienne.

## Jeunesse
Figure incontournable de l’art contemporain au Brésil, Lygia Pape est formée par les artistes Fayga Ostrower et Ivan Serpa, elle est diplômée de philosophie et d'esthétique. Elle devient membre, aux côtés de Lygia Clark et Hélio Oiticica, du Grupo Frente à Rio de Janeiro en 1954 et l’une des signataires du manifeste du néo-concrétisme écrit par Ferreira Gullar et Hélio Oiticica, en 1959.
En parallèle de ce début de carrière artistique, Lygia Pape obtient un diplôme d'architecture à l'Université Santa Úrsula en 1972 et un diplôme de l'École des beaux-arts de l’Université fédérale de Rio de Janeiro. Elle enseigne à la faculté d’architecture de l'Université Santa Úrsula, de 1972 à 1985 et de 1982 à sa mort, elle enseigne à l’École des beaux-arts de l’Université Fédérale de Rio de Janeiro.

## Œuvre
L'œuvre de Lygia Pape est marquée par l’abstraction géométrique et par une diversité exemplaire. Une de ses pièces les plus connues est le Livro do Tempo, un ensemble de 365 pièces chacune d’un bois différent. 
Elle participe à la première Exposition Nationale d’Art Abstrait à Petrópolis en 1953. Elle expose les xylographie Tecelares, avec le Grupo Frente, au Musée d’Art Moderne de Rio de Janeiro, en 1955. 
En 1959, elle présente le Ballet Néoconcret dont elle est l’auteure en collaboration avec Reynaldo Jardim.

### Art Concret
À l'âge de 20 ans, Lygia Pape rejoint le mouvement de l'Art concret. Le terme « concret » est forgé par l'artiste néerlandais Theo van Doesburgin en 1930,. L'Art concret vise la défense de l'objectivité de l'art à travers des peintures « qui n'ont pas d'autres significations qu'elles-mêmes ». Cette forme d'art proscrit l'utilisation de formes naturelles, de lyrisme et de sentimentalité.
Fin 1956, elle participe à la Première Exposition Nationale d’Art Concret au musée d'art de São Paulo - Assis Chateaubriand, puis au Ministère de l’Éducation et de la Culture à Rio, l'année suivante et enfin à Zurich. 
La Biennale de São Paulo de 1951 voit s'opposer deux groupes d'art concret : Ruptura à São Paulo, et le Grupo Frente basé à Rio de Janeiro. À travers ce dernier groupe, dont Lygia Pape est membre, les artistes sont unis par leur intérêt dans un style géométrique et leur rejet du style figuratif et des formes d'art nationaliste.

### Néo-concrétisme
En 1960, Lygia Pape et quelques artistes comme Hélio Oiticia, Lygia Clark, Ferreira Gullar, Reynaldo Jardim et Franz Weissmann rompent avec le concrétisme et publient dans le Journal du Brésil le Manifeste du néo-concrétisme, point de départ du néo-concrétisme,. La même année, elle participe à la cinquième Biennale de São Paulo. Entre 1959 et 1961 Lygia réalise les œuvres Livro da Criação, Livro da Arquitetura et Livro do Tempo.

### Cinéma
Dès 1962 elle commence à travailler dans le cinéma en faisant des affiches mais également en écrivant des scénarios, en faisant du montage et de la réalisation en plus de productions de cinéma d’auteur, en travaillant avec des caméras 35 mm, 16 mm et Super 8. En 1968 elle participe à l’exposition « Nouvel Objectivité Brésilienne » avec la Caixa de Baratas (boîte à Cafard) et la Caixa de Formigas (boîte à Fourmis). En 1968, durant l’« Apocalipopotese » elle présente son œuvre accessible au toucher Ovo (œuf). En 1969 elle expose dans une favela le Divisor (Divisuer), panneau troué de 30 mètres sur 30. En 1975, elle fait l’inauguration de la Galerie Maison de France à Rio de Janeiro. L’année suivante elle participe à l’exposition « Eat Me » (mange-moi), à la Galerie d’Art Global, à São Paulo. Elle remporte une bourse d’étude de la Fondation Guggenheim à New York, et y séjourne plusieurs mois.
Après la mort de son ami Hélio Oiticia en 1980, elle se consacre à un projet d’organisation et de divulgation de son œuvre pendant presque 10 ans, au côté de Waly Waly Salomão et Luciano Figueiredo.

### Marque de biscuits Piraquê
Lygia Pape est la créatrice du design du paquet de biscuits de la marque Piraquê. Ce qui le caractérise c’est la répétition des éléments graphiques qui sont devenus célèbres dans tout le pays et sont associés à la marque. C’est également Lygia Pape qui a créé un emballage cylindrique qui est devenu un modèle au niveau national. Créée dans les années 1960, l’identité visuelle de la marque est devenu une icône du design brésilien.

## Mort
Atteinte d'une myélodisplasie et hospitalisée à Rio, elle meurt le 3 mai 2004, jour où s'ouvre à São Paulo une exposition montrant l'une de ses œuvres, Tteia no 7. Son corps est incinéré au cimetière de Caju pour éviter que sa tombe ne devienne « une installation ». Une messe est dite sept jours après son décès au monastère de São Berno.

## Expositions
Elle expose sa production néo-concrète dans la galerie Thomas Cohn, et lors de l’exposition « Modernité » à Paris. En 1990, elle présente Amazoninos, œuvres constitués de plaques métalliques, et gagne le prix de l’Association Brésilienne de Critique d’Art. Avec le soutien de la bourse institutionnelle de la Fondation Vitae, elle réalise Tteias #7, œuvre qui mêle lumière et pigment. En 2001, Lygia Pape présente l’installation Carandiru au Centre d’Art Hélio Oiticia de l’Université de São Paulo. L’artiste est invité à la quatrième Biennale du Mercosul, à Porto Alegre, en 2003. 
En juin 2009, le Projet Lygia Pape,, association culturelle créée par l’artiste de son vivant, pour aider à la réalisation de l’œuvre Ttéia 1, pour l’ouverture de la 53e Biennale de Venise. 
Ses œuvres sont montrées notamment au musée Solomon R. Guggenheim de New York en 2002, à la Biennale de Venise en 2003, à la Serpentine Gallery de Londres en 2011 et au musée Reina Sofia à Madrid en 2012. En France, Lygia Pape fait partie des artistes exposés par Emma Lavigne à la Biennale de Lyon en 2017. La même année, l'artiste bénéfice d'une rétrospective au Met Breuer. En 2020, son travail est présenté au musée Guggenheim de Bilbao.